# Bahnhof Ōmiya
Der Bahnhof Ōmiya (jap. 大宮駅, Ōmiya-eki) ist ein Bahnhof auf der japanischen Insel Honshū. Er wird von der Bahngesellschaft JR East betrieben und befindet sich in der Präfektur Saitama auf dem Gebiet der gleichnamigen Stadt, genauer im Bezirk Ōmiya-ku. Ōmiya ist einer der bedeutendsten Eisenbahnknoten im Norden der Metropolregion Tokio und der verkehrsreichste Bahnhof der Präfektur Saitama. Er wird von Shinkansen-Hochgeschwindigkeitszügen und Nahverkehrszügen bedient; ebenso ist er Umsteigebahnhof in die Regionen Tōhoku und Hokuriku sowie zu den Präfekturen Niigata und Nagano.

## Verbindungen
Ōmiya ist ein kombinierter Durchgangs- und Kopfbahnhof sowie der mit Abstand bedeutendste Eisenbahnknoten der nördlich von Tokio gelegenen Präfektur Saitama. Hier treffen mehrere Strecken der Bahngesellschaften JR East, Tōbu Tetsudō und Saitama New Urban Transit zusammen. Die nach Shin-Aomori führende Schnellfahrstrecke Tōhoku-Shinkansen ist eine der wichtigsten Bahnlinien des Personenverkehrs in Japan und geht in die Hokkaidō-Shinkansen nach Hakodate über. Von der Tōhoku-Shinkansen zweigen die Akita-Shinkansen nach Akita, die Jōetsu-Shinkansen nach Niigata, die Hokuriku-Shinkansen nach Kanazawa und die Yamagata-Shinkansen nach Shinjō ab. Ōmiya wird dabei von allen hier verkehrenden Shinkansen-Zügen bedient. Ausgangspunkt aller Verbindungen ist der Bahnhof Tokio.
Überwiegend dem beschleunigten Pendlerverkehr über mittlere Entfernungen in der Metropolregion Tokio dienen die Takasaki-Linie und die Utsunomiya-Linie (als Teilstrecke der Tōhoku-Hauptlinie). Sie treffen von Norden her kommend in Ōmiya zusammen und werden in Ueno auf die Ueno-Tokio-Linie nach Tokio geleitet, wo sie mit der Tōkaidō-Hauptlinie in Richtung Yokohama und Atami verknüpft werden. Dem Nahverkehr vorbehalten ist die weitgehend parallel dazu verlaufende Keihin-Tōhoku-Linie von Ōmiya über Tokio und Yokohama nach Ōfuna. Die Shōnan-Shinjuku-Linie führt von Ōmiya über Ikebukuro und Ōsaki nach Yokohama, Odawara und Zushi. Von Kawagoe her kommend wird die Kawagoe-Linie in Ōmiya mit der Saikyō-Linie nach Ōsaki verknüpft. Mehrmals täglich werden umsteigefreie Verbindungen über die Musashino-Linie nach Hachiōji oder Nishi-Funabashi angeboten. Von Ōmiya aus führt die Tōbu Noda-Linie der Tōbu Tetsudō über Nagareyama nach Funabashi.
Ōmiya ist auch ein bedeutender Knotenpunkt des lokalen und regionalen Busverkehrs, mit je einem Busbahnhof an beiden Bahnhofsvorplätzen. Zusammen werden sie von rund 60 Linien der Gesellschaften Tōbu Bus, Kokusai Kyōgyō Bus und Seibu Bus bedient. Hinzu kommen zwei Dutzend Fernbuslinien verschiedener Anbieter.

## Anlage
Der Bahnhof steht an der Grenze zwischen den Stadtteilen Sakuragichō im Westen, Miyachō im Nordosten, Daimonchō im Osten und Nakachō im Südosten, die alle zum Bezirk Ōmiya-ku der Stadt Saitama gehören. Die Gegend rund um den Bahnhof ist das wichtigste Geschäfts- und Einkaufsviertel sowohl der Stadt als auch der gesamten Präfektur Saitama; es ist geprägt von zahlreichen Bürohochhäusern, Kaufhäusern, Fachgeschäften, kulturellen Einrichtungen und Restaurants. Das Bahnhofsgebäude ist sowohl auf der Ost- als auch auf der Westseite direkt mit zwei Einkaufszentren namens Lumine 1 und Lumine 2 verbunden, die sechs bzw. fünf Stockwerke hoch sind sowie Dutzende von Läden und Gastronomiebetrieben enthalten. In der Nähe zu finden sind unter anderem das städtische Museum von Saitama, das Saitama City Space Theater, der Kanezuka-Park, die Veranstaltungshalle RaiBoC Hall und die Einkaufsstraße Ōmiya Ginza.
Die Anlage ist von Süden nach Norden ausgerichtet und umfasst 25 Gleise auf vier Ebenen. Diese sind durch ein mehrgeschossiges Empfangsgebäude verbunden, das sich in Form eines Reiterbahnhofs über die gesamte Anlage erstreckt. Im ersten Obergeschoss gibt es drei breite Korridore in Ost-West-Richtung, die zu den jeweiligen Vorplätzen führen. Innerhalb des Gebäudes befinden sich zwei weitere Einkaufszentren namens Ecute Omiya (beim südlichen Durchgang) und Ecute Omiya North (beim nördlichen Durchgang). Nördlich des Bahnhofs erstrecken sich entlang der Trasse verschiedene Anlagen des Bahnbetriebswerks Ōmiya, bis zum ein Kilometer entfernten Eisenbahnmuseum Saitama.
Ebenerdig sind die Mittelbahnsteige der Keihin-Tōhoku-Linie, der Utsunomiya-Linie, der Takasaki-Linie und der Shōnan-Shinjuku-Linie von JR East, an deren Ostseite und etwas nach Norden versetzt liegt der Kopfbahnsteig der Tōbu Noda-Linie von Tōbu Tetsudō. Im zweiten Obergeschoss an der Nordwestseite befindet sich die Station des New Shuttle, wobei der Fahrweg dieses Peoplemovers als Schleife rund um das angrenzende Saitama City Space Theater angelegt ist. Entlang der gesamten Westseite erstrecken sich im dritten Obergeschoss die Bahnsteige für die Hochgeschwindigkeitszüge, die an beiden Enden in einen Viadukt übergehen. Schließlich befindet sich unter der östlichen Seite ein viergleisiger Tunnelbahnhof für die Züge der Saikyō-Linie und der mit ihr verknüpften Kawagoe-Linie.
Im Fiskaljahr 2019 nutzten durchschnittlich 378.944 Fahrgäste täglich den Bahnhof. Davon entfielen 257.344 auf die konventionellen Linien von JR East, 29.679 auf die Shinkansen-Züge, 67.766 auf Tōbu Tetsudō und 24.155 auf Saitama New Urban Transit.

## Gleise
JR East:
| 1/2     | ▉ Keihin-Tōhoku-Linie   | Akabane • Ueno • Tokio • Shinagawa • Kawasaki • Yokohama |
| 3       | ▉ zur Musashino-Linie   | Hachiōji / Nishi-Funabashi                               |
| 3/4 6/7 | ▉ Utsunomiya-Linie      | Akabane • Ueno • Tokio • Yokohama • Ōfuna                |
| 3/4 6/7 | ▉ Takasaki-Linie        | Akabane • Ueno • Tokio • Yokohama • Ōfuna                |
| 3/4 6/7 | ▉ Shōnan-Shinjuku-Linie | Ikebukuro • Shinjuku • Ōsaki                             |
| 7/8     | ▉ Takasaki-Linie        | Kumagaya • Takasaki • Maebashi                           |
| 9       | ▉ Utsunomiya-Linie      | Oyama • Utsunomiya • Kuroiso                             |
| 11      | ▉ Takasaki-Linie        | Kumagaya • Takasaki                                      |
| 11      | ▉ Tōbu Nikkō-Linie      | Tōbu-Nikkō • Kinugawa-Onsen (Direktschnellzug)           |

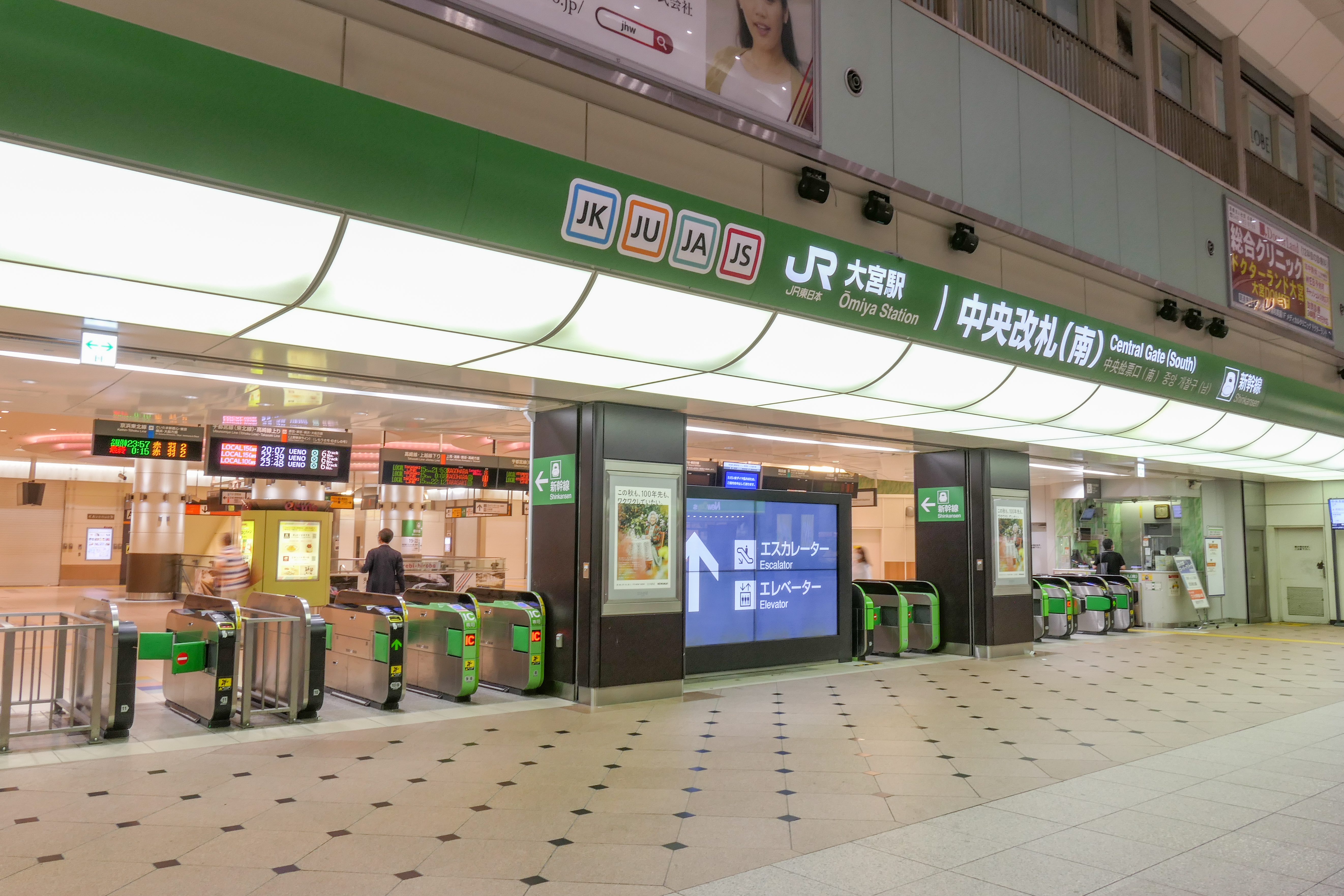
Bahnsteigsperren (Südseite)
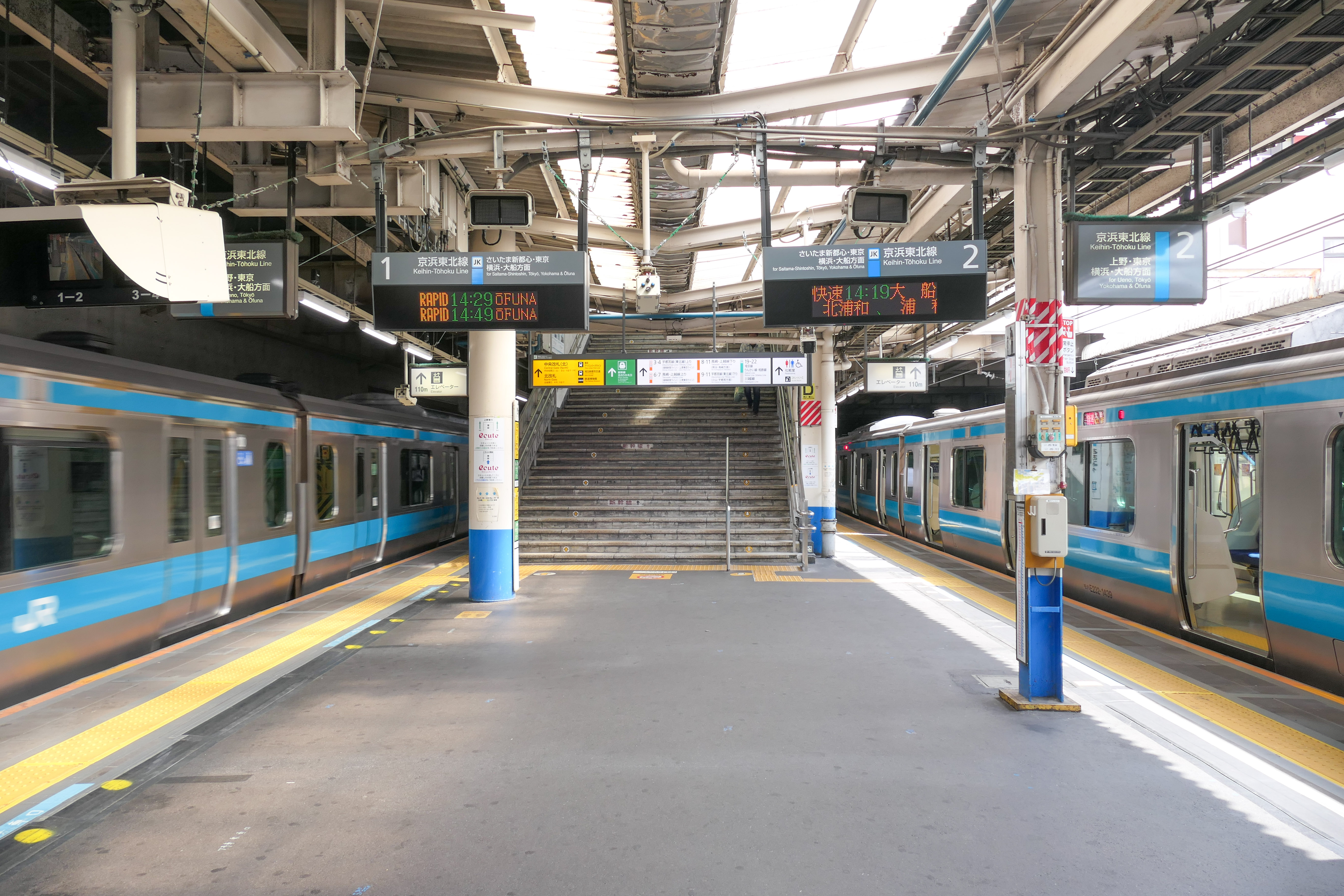
Bahnsteig Keihin-Tōhoku-Linie
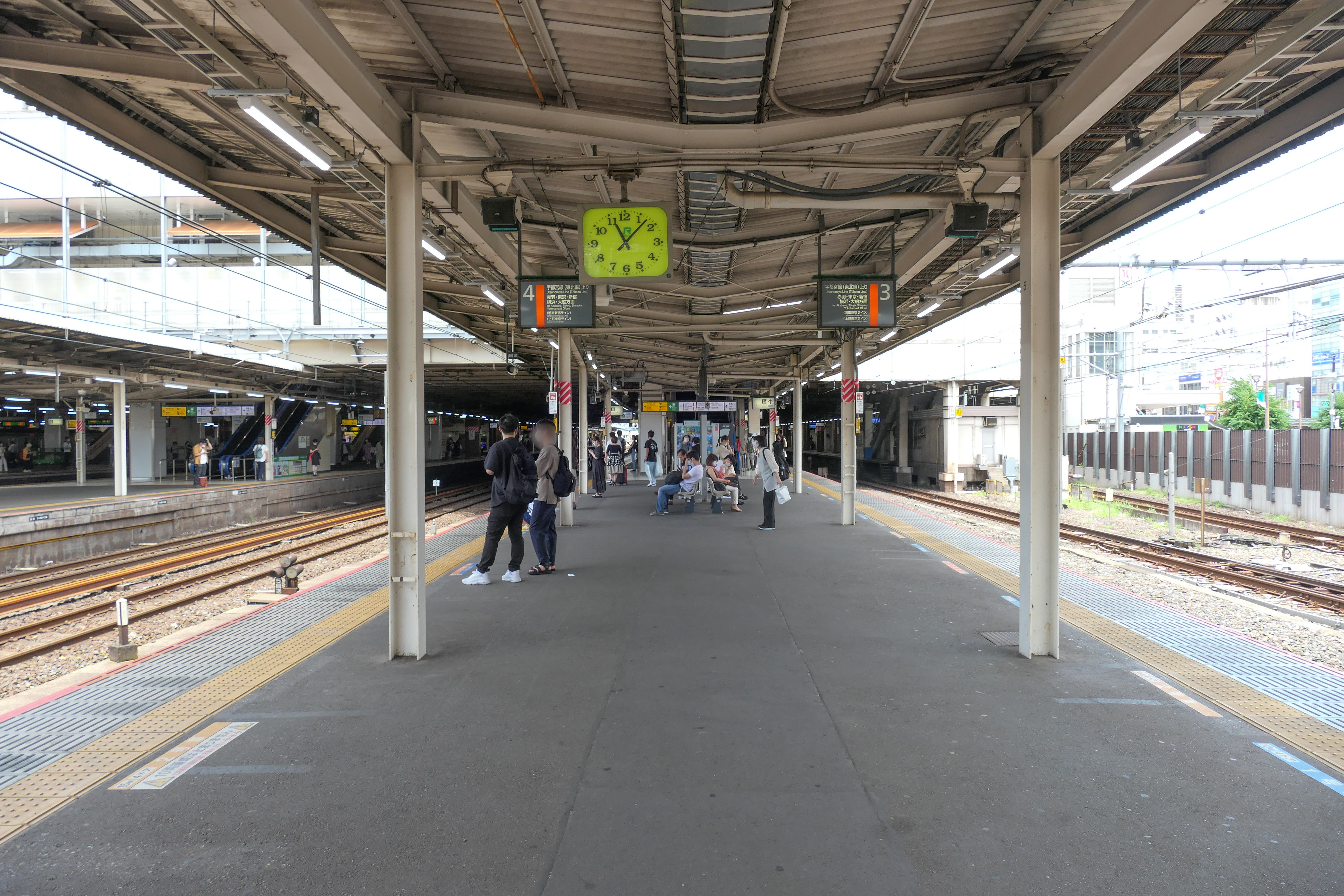
Bahnsteig Utsunomiya-Linie
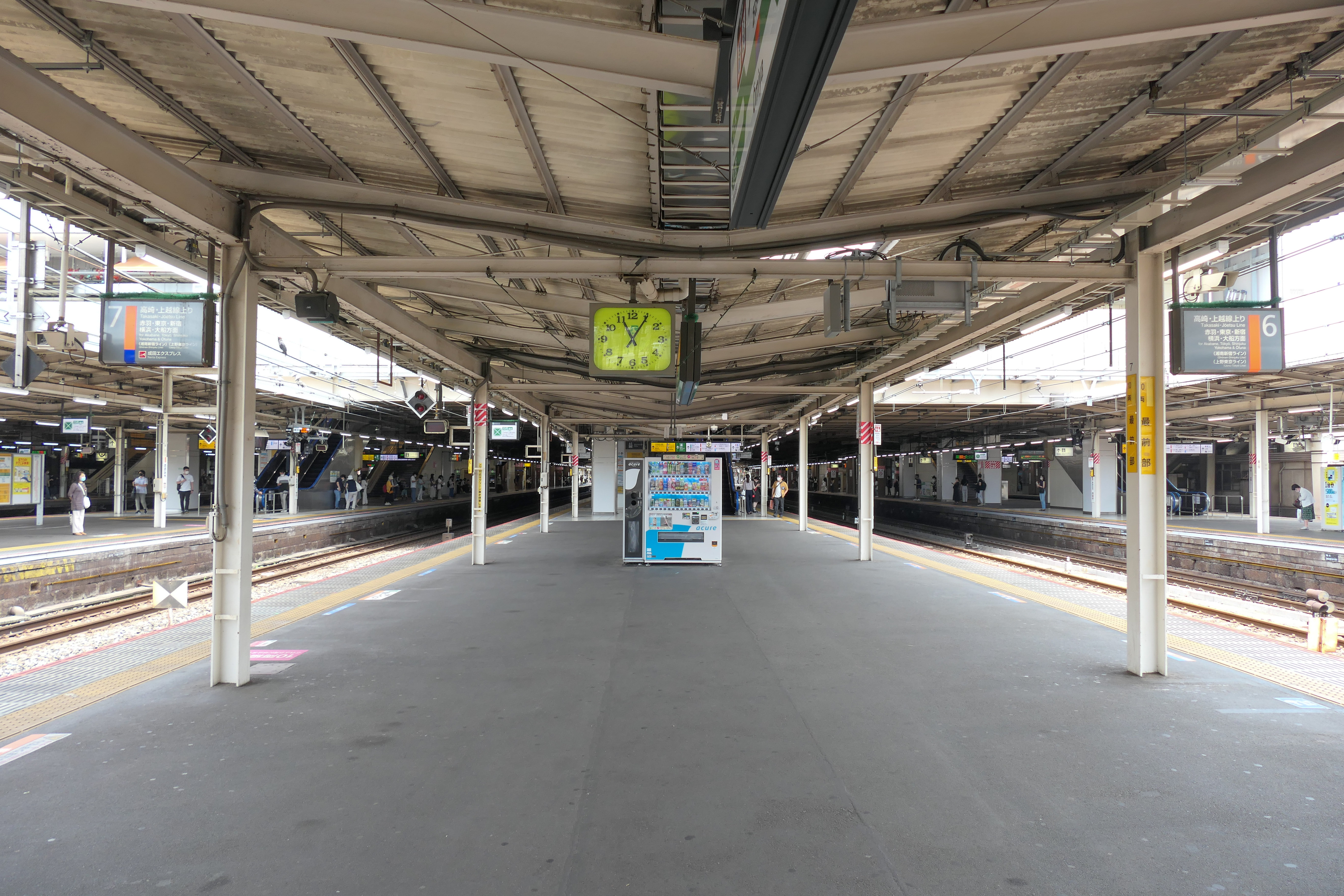
Bahnsteig Takasaki-Linie

JR East (Shinkansen):
| 13–15 | ▉ alle Shinkansen     | Ueno • Tokio                                            |
| 16/17 | ▉ Tōhoku-Shinkansen   | Utsunomiya • Fukushima • Sendai • Morioka • Shin-Aomori |
| 16/17 | ▉ Hokkaidō-Shinkansen | Shin-Aomori • Shin-Hakodate-Hokuto                      |
| 16/17 | ▉ Akita-Shinkansen    | Morioka • Akita                                         |
| 16/17 | ▉ Yamagata-Shinkansen | Fukushima • Shinjō                                      |
| 18    | ▉ Jōetsu-Shinkansen   | Takasaki • Niigata                                      |
| 18    | ▉ Hokuriku-Shinkansen | Takasaki • Nagano • Toyama • Kanazawa                   |

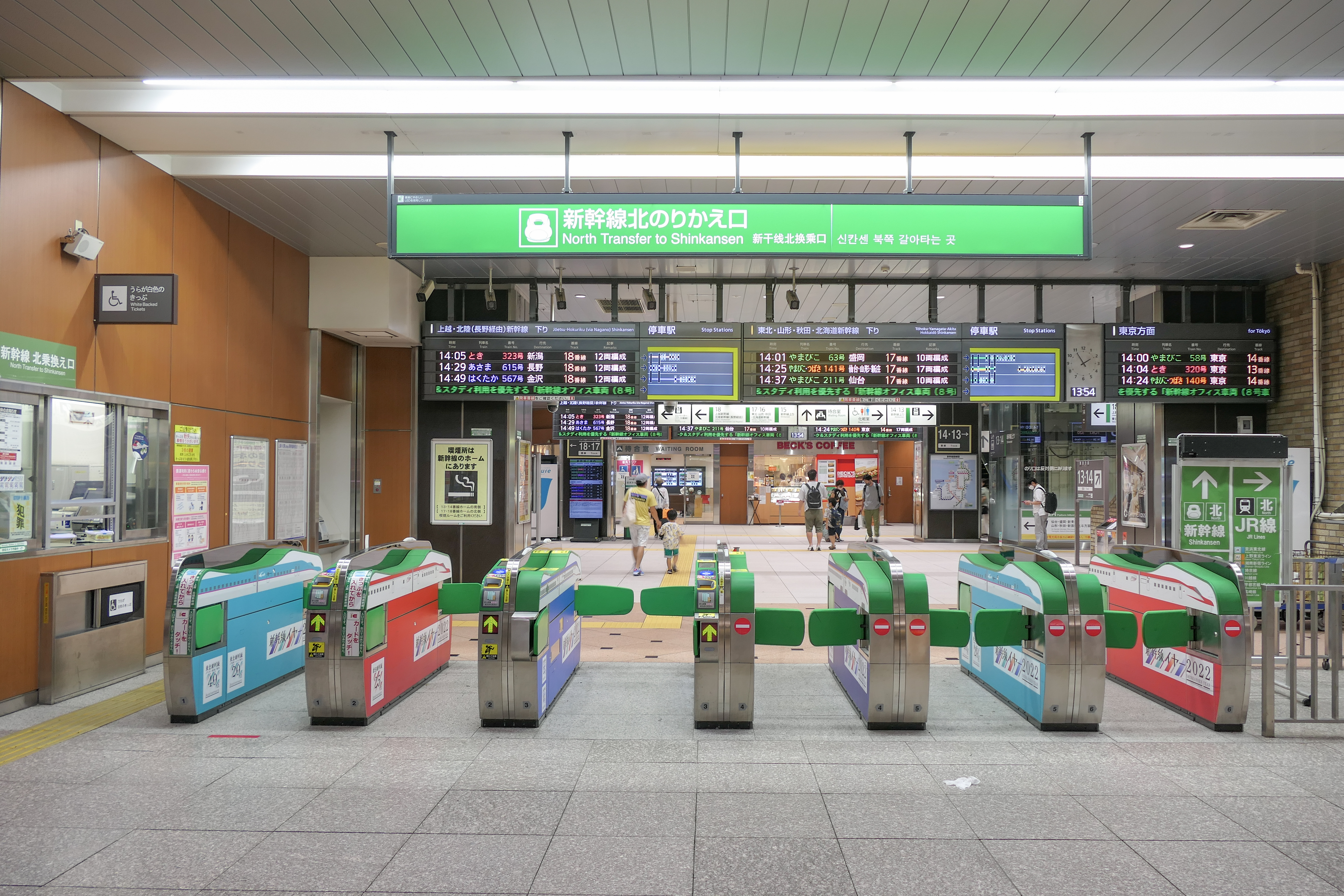
Zugang zu den Shinkansen-Bahnsteigen
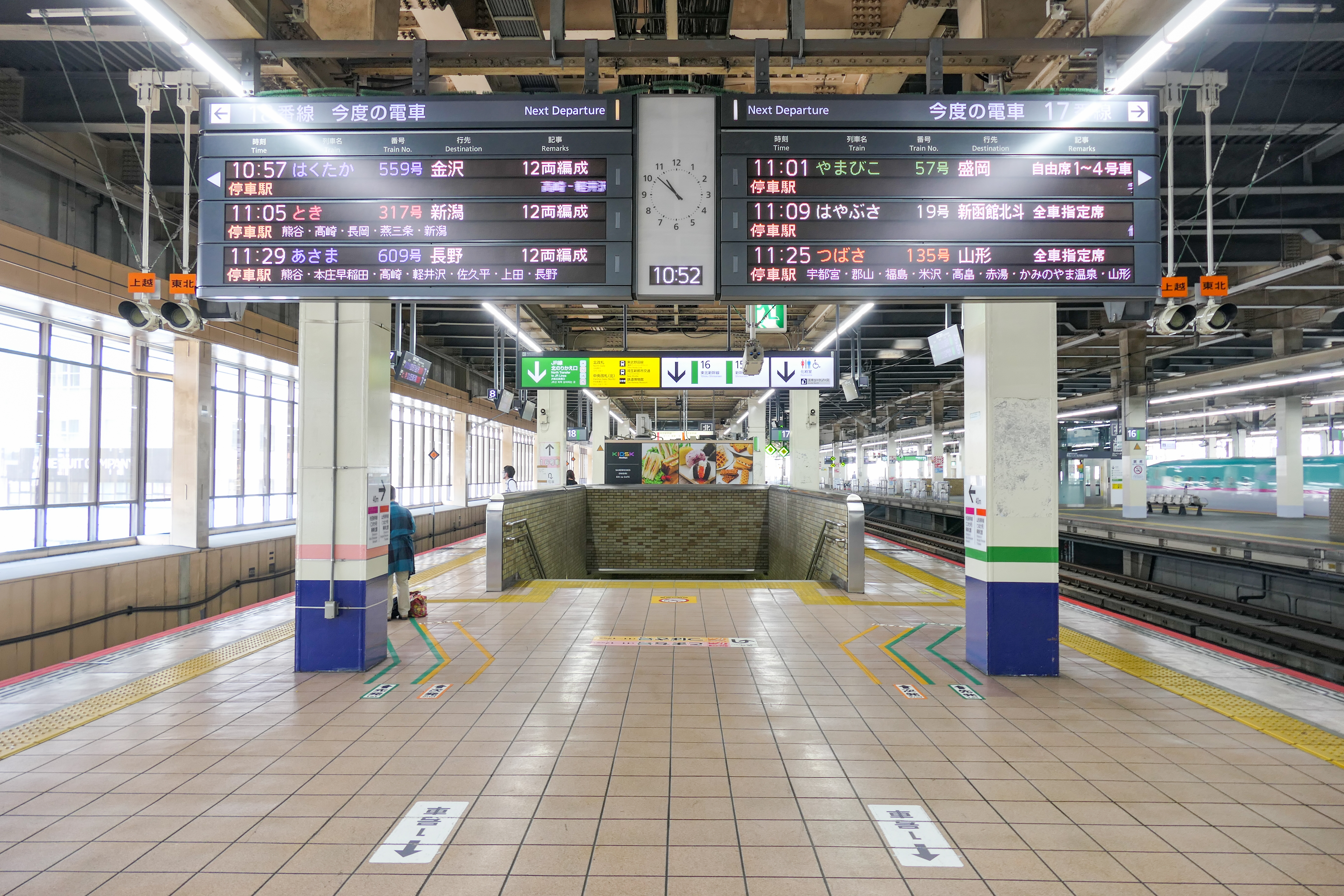
Shinkansen-Bahnsteig 17/18
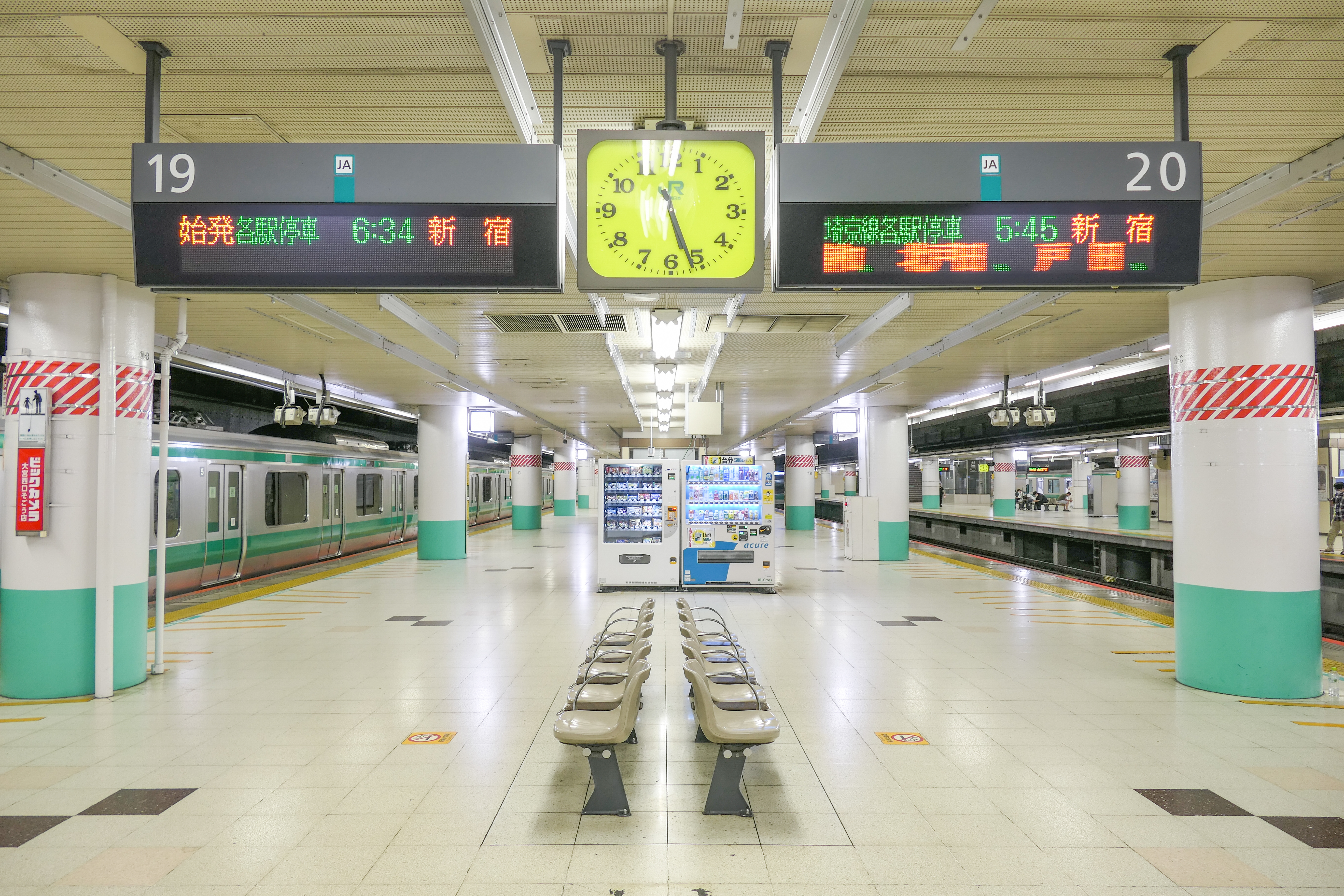
Tunnelbahnhof
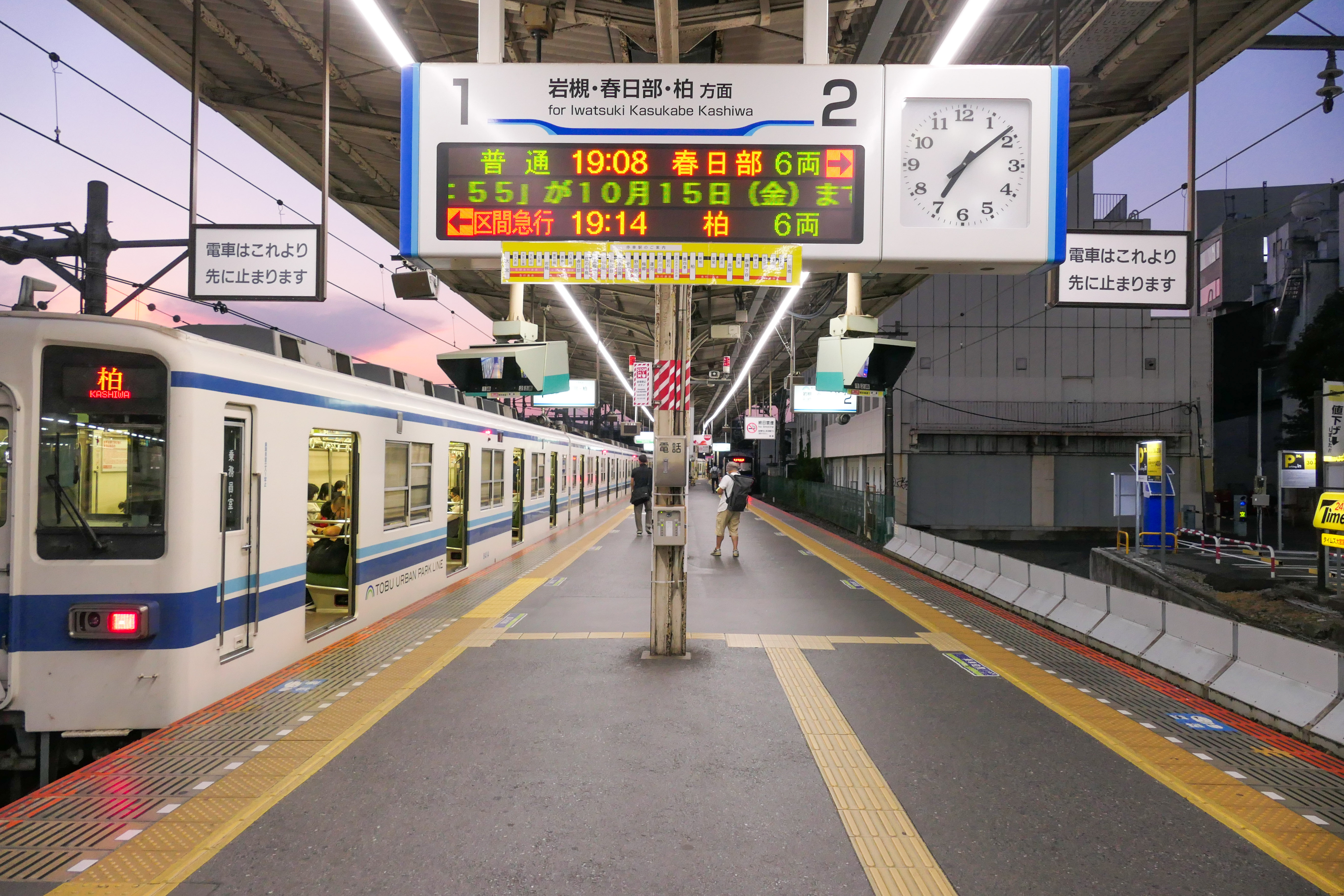
Bahnsteig der Noda-Linie
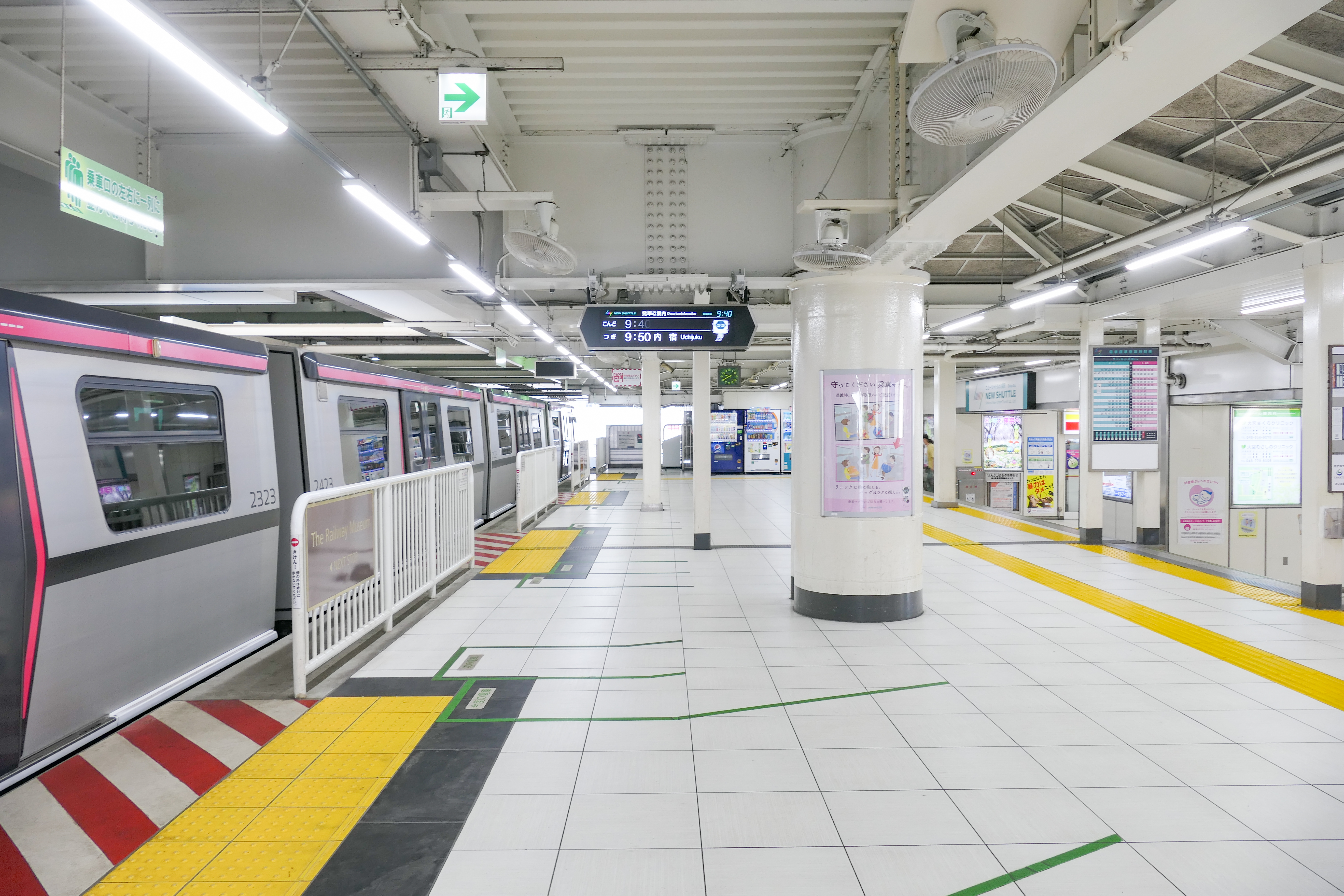
Bahnsteig des New Shuttle

JR East (Tunnelbahnhof):
| 19/20 | ▉ Saikyō-Linie  | Ikebukuro • Shinjuku • Ōsaki • Rinkai-Linie / Sōtetsu-Hauptlinie |
| 21    | ▉ Kawagoe-Linie | Kawagoe • Komagawa                                               |
| 22    | ▉ Saikyō-Linie  | Ikebukuro • Shinjuku • Ōsaki • Rinkai-Linie / Sōtetsu-Hauptlinie |
| 22    | ▉ Kawagoe-Linie | Kawagoe • Komagawa                                               |

Tōbu Tetsudō:
| 1/2 | ▉ Tōbu Noda-Linie | Kasukabe • Kashiwa • Shin-Kamagaya • Funabashi |

Saitama New Urban Transit:
|  | ▉ New Shuttle | Uchijuku |

## Linien
| Verlauf der Jōetsu-Shinkansen                                                                                       |
| --- |
| Ōmiya • Kumagaya • Honjō-Waseda • Takasaki • Jōmō-Kōgen • Echigo-Yuzawa • Urasa • Nagaoka • Tsubame-Sanjō • Niigata |

| Verlauf der Tōhoku-Shinkansen |
| --- |
| Tokyo • Ueno • Ōmiya • Oyama • Utsunomiya • Nasushiobara • Shin-Shirakawa • Kōriyama • Fukushima • Shiroishi-Zaō • Sendai • Furukawa • Kurikoma-Kōgen • Ichinoseki • Mizusawa-Esashi • Kitakami • Shin-Hanamaki • Morioka • Iwate-Numakunai • Ninohe • Hachinohe • Shichinohe-Towada • Shin-Aomori |

| Verlauf der Kawagoe-Linie |
| --- |
| Ōmiya • Nisshin • Nishi-Ōmiya • Sashiōgi • Minami-Furuya • Kawagoe • Nishi-Kawagoe • Matoba • Kasahata • Musashi-Takahagi • Komagawa |

| Verlauf der Keihin-Tōhoku-Linie / Negishi-Linie |
| --- |
| Ōmiya • Saitama-Shintoshin • Yono • Kita-Urawa • Urawa • Minami-Urawa • Warabi • Nishi-Kawaguchi • Kawaguchi • Akabane • Higashi-Jūjō • Ōji • Kami-Nakazato • Tabata • Nishi-Nippori • Nippori • Uguisudani • Ueno • Okachimachi • Akihabara • Kanda • Tokyo • Yūrakuchō • Shimbashi • Hamamatsuchō • Tamachi • Takanawa Gateway • Shinagawa • Ōimachi • Ōmori • Kamata • Kawasaki • Tsurumi • Shin-Koyasu • Higashi-Kanagawa • Yokohama • Sakuragichō • Kannai • Ishikawachō • Yamate • Negishi • Isogo • Shin-Sugita • Yōkōdai • Kōnandai • Hongōdai • Ōfuna |

| Verlauf der Saikyō-Linie |
| --- |
| Ōsaki • Ebisu • Shibuya • Shinjuku • Ikebukuro • Itabashi • Jūjō • Akabane • Kita-Akabane • Ukima-Funado • Toda-Kōen • Toda • Kita-Toda • Musashi-Urawa • Naka-Urawa • Minami-Yono • Yonohommachi • Kita-Yono • Ōmiya |

| Verlauf der Shōnan-Shinjuku-Linie |
| --- |
| Ōmiya • Urawa • Akabane • Ikebukuro • Shinjuku • Shibuya • Ebisu • Ōsaki • Nishi-Ōi • Musashi-Kosugi • Shin-Kawasaki • Yokohama • Hodogaya • Higashi-Totsuka • Totsuka • Ōfuna • Kita-Kamakura • Kamakura • Zushi |

| Verlauf der Takasaki-Linie |
| --- |
| Tokyo • Ueno • Oku • Akabane • Urawa • Saitama-Shintoshin • Ōmiya • Miyahara • Ageo • Kita-Ageo • Okegawa • Kitamoto • Kōnosu • Kita-Kōnosu • Fukiage • Gyōda • Kumagaya • Kagohara • Fukaya • Okabe • Honjō • Jimbohara • Shinmachi • Kuragano • Takasaki |

| Verlauf der Utsunomiya-Linie |
| --- |
| Tokyo • Ueno • Oku • Akabane • Urawa • Saitama-Shintoshin • Ōmiya • Toro • Higashi-Ōmiya • Hasuda • Shiraoka • Shin-Shiraoka • Kuki • Higashi-Washinomiya • Kurihashi • Koga • Nogi • Mamada • Oyama • Koganei • Jichi-Idai • Ishibashi • Suzumenomiya • Utsunomiya • Okamoto • Hōshakuji • Ujiie • Kamasusaka • Kataoka • Yaita • Nozaki • Nishi-Nasuno • Nasushiobara • Kuroiso |

## Geschichte
Die Nippon Tetsudō, Japans erste private Bahngesellschaft nahm am 28. Juli 1883 die Strecke von Ueno nach Kumagaya in Betrieb, die heute je einem Teil der Tōhoku-Hauptlinie und der Takasaki-Linie entspricht. Zwischen Urawa (der damaligen Präfekturhauptstadt) und Ageo existierte trotz der Entfernung von mehr als 14 Kilometern kein Zwischenbahnhof. Dies war insbesondere darauf zurückzuführen, dass Ōmiya lediglich ein kleines Dorf war und ein zusätzlicher Zughalt nicht lohnenswert schien. Eine Gruppe von Einwohnern setzte sich daraufhin für den Bau eines Bahnhofs ein, indem sie Grundstücke entlang der Bahnstrecke zur Verfügung stellte. Bald stellte sich die Frage, an welcher Stelle die geplante Strecke in Richtung Aomori abzweigen sollte. Zur Auswahl standen Kumagaya, Urawa und Ōmiya. Zunächst schien es so, als ob Kumagaya den Vorzug erhalten würde, weil dadurch mit Kiryū und Ashikaga zwei Zentren der aufstrebenden Textilindustrie hätten erschlossen werden können. Ein amerikanischer Ingenieur, der die Nippon Tetsudō beriet, empfahl hingegen Ōmiya als Abzweigbahnhof, weil dadurch eine möglichst direkte Strecke entstünde. Inoue Masaru fasste als Direktor des staatlichen Eisenbahnamtes den entsprechenden Beschluss. Der Bahnhof wurde am 16. März 1885 eröffnet, das abzweigende Teilstück nach Kurihashi am 16. Juli desselben Jahres. 1894 folgte die Inbetriebnahme eines Bahnbetriebswerks und eines Abstellbahnhofs auf dem Gelände unmittelbar nördlich des Bahnhofs. In den Jahren danach entwickelte sich Ōmiya zu einer typischen Eisenbahnerstadt.

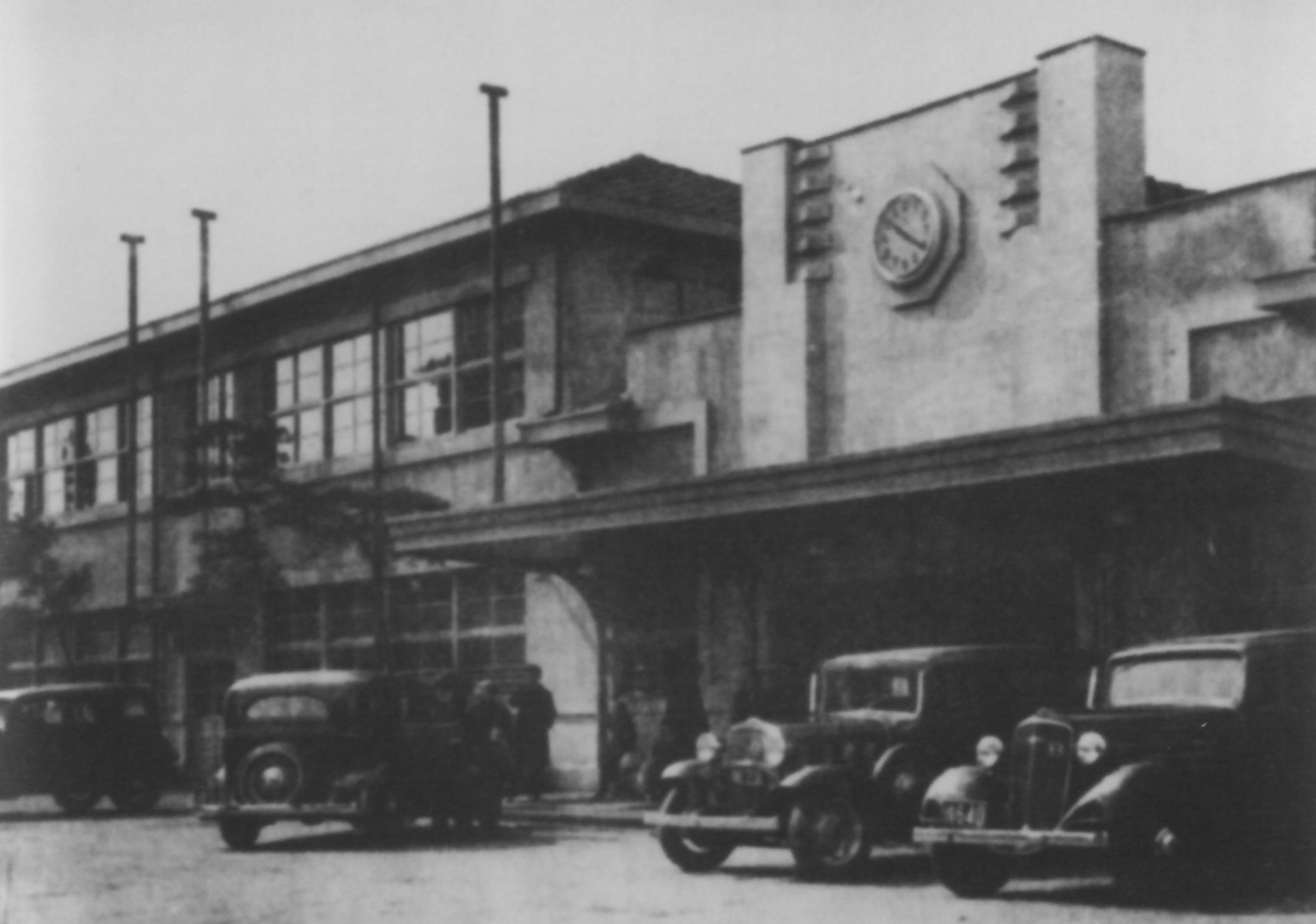
Bahnhof Ōmiya (1934)

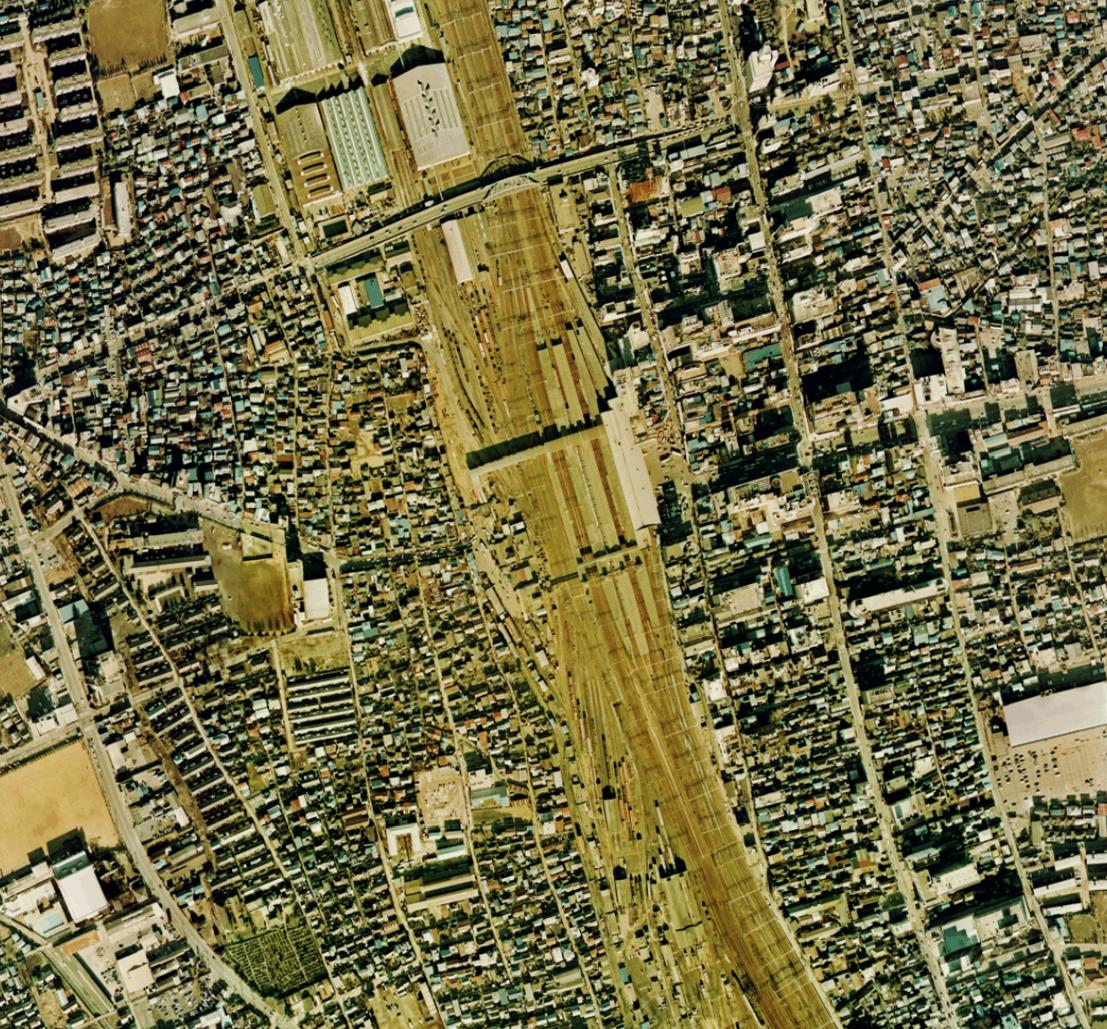
Luftansicht von 1974

Am 16. April 1906 eröffnete die lokale Bahngesellschaft Kawagoe Denki Tetsudō eine elektrische Überlandstraßenbahn von Ōmiya nach Kawagoe, die spätere Seibu Ōmiya-Linie. Als Folge des Eisenbahnverstaatlichungs&hsy;gesetzes gingen sämtliche Anlagen und Strecken der Nippon Tetsudō am 1. November 1906 an das Eisenbahnamt (das spätere Eisenbahnministerium) über. Das Umsteigen war lange Zeit umständlich, da der Bahnhof nur an der Ostseite einen Eingang hatte und die Endstation der Straßenbahn an der Westseite lag. Daher mussten die Fahrgästen einen längeren Umweg über die Daiei-Brücke (an der heutigen Präfekturstrasse 2) machen. Dies änderte sich 1927 mit der Inbetriebnahme eines zusätzlichen Eingangsbereichs. Am 17. November 1929 eröffnete die Hokusō Tetsudō (heute Teil von Tōbu Tetsudō) einen provisorischen Bahnsteig für die hierhin verlängerte Noda-Linie, der definitive Bahnsteig folgte drei Wochen später am 9. Dezember. Nach der Elektrifizierung eines zusätzlichen Gleispaars nördlich von Akabane war Ōmiya ab dem 1. September 1932 die Endstation der Keihin-Tōhoku-Linie. Das Eisenbahnministerium eröffnete am 22. Juli 1940 die Kawagoe-Linie. Da sie der Straßenbahnlinie direkt Konkurrenz machte, wurde diese am 25. Februar 1941 stillgelegt.
Mitte der 1960er Jahre erfolgte ein Umbau der Gleisanlagen, um Nah-, Fern- und Güterverkehr betrieblich voneinander zu trennen und dadurch die Kapazität des Bahnhofs zu erhöhen. Ebenso entstand ein neues, modernes Bahnhofsgebäude. Diese Arbeiten waren am 3. Oktober 1967 abgeschlossen. Eine neue unterirdische Fußgängerverbindung zwischen dem östlichen und westlichen Bahnhofsvorplatz kam am 27. April 1968 hinzu. Die Unterführung war jedoch bei den Fahrgästen nicht besonders beliebt, da sich hier immer wieder Obdachlose festsetzten. Die Errichtung der Schnellfahrstrecke Tōhoku-Shinkansen erforderte jedoch nach wenigen Jahren erneut umfangreiche Baumaßnahmen. Deshalb schloss die Japanische Staatsbahn die Unterführung am 25. Oktober 1981 und ersetzte sie durch eine neue, erhöht liegende Ost-West-Fußgängerpassage. Die neue Bahnverbindung nach Morioka nahm am 23. Juni 1982 ihren Betrieb auf. Knapp fünf Monate später, am 15. November, folgte die Eröffnung der Jōetsu-Shinkansen nach Niigata. In beiden Fällen war Ōmiya die provisorische südliche Endstation, bis zur Eröffnung des südlich anschließenden Teilstücks nach Ueno am 14. März 1985.
Die Anwohner der Schnellfahrstrecken hatten sich viele Jahre lang gegen deren Bau protestiert, da sie starke Lärmimmissionen befürchteten. Als eine Art Kompensation entstanden zwei neue Bahnstrecken. Die 12,7 km lange Peoplemover-Linie New Shuttle, die entlang der Jōetsu-Shinkansen verläuft und die Stadt Ina erschließt, ging am 22. Dezember 1983 in Betrieb. Die zweite Strecke ist die am 30. September 1985 eröffnete Saikyō-Linie auf einer Neubaustrecke parallel zur Tōhoku-Shinkansen nach Akabane und von dort weiter auf der Akabane-Linie in Richtung Ikebukuro. Am selben Tag elektrifizierte die Staatsbahn die Kawagoe-Linie und verknüpfte sie betrieblich mit der Saikyō-Linie. Im Rahmen der Staatsbahnprivatisierung ging der Bahnhof am 1. April 1987 in den Besitz der neuen Gesellschaft JR East über. Seit dem Fahrplanwechsel vom 14. März 2009 halten sämtliche Shinkansen-Züge in Ōmiya.
Für die Zukunft ist eine groß angelegte, integrierte Neugestaltung des Bahnhofsgebäudes und der Umgebung durch die Stadt Saitama geplant (Omiya Grand Central Station). Das Bahnhofsgebäude, das sich noch in der Konzeptionsphase befindet, soll durch eine Ost-West-Verbindungspassage und einen Umbau aufgewertet werden, während das Bahnhofsviertel für eine großflächige Aufbereitung des Geländes, die Sanierung von Gebäuden und Straßen sowie eine unterirdische Erschließung in Betracht gezogen wird (über die Einzelheiten ist noch nichts entschieden). In diesem Zusammenhang schloss die Stadtverwaltung am 26. April 2022 eine Kooperationsvereinbarung mit der Urban Renaissance Agency über die Stadtentwicklung rund um den Bahnhof.